# Kiełbasówka
Kiełbasówka – struga, prawostronny dopływ Ratwicy o długości 5,57 km i powierzchni zlewni 9,75 km².
Źródła strugi znajdują się nieopodal wsi Tereszpol-Zaorenda. Kiełbasówka płynie na południowy zachód. Kończy swój bieg uchodząc do strugi Ratwica we wsi o tej samej nazwie.